# Teucrium fruticans
Teucrium fruticans é uma espécie de planta com flor pertencente à família Lamiaceae. 
A autoridade científica da espécie é L., tendo sido publicada em Species Plantarum 2: 562. 1753.
Os seus nomes comuns são mato-branco ou sargaço-branco.

## Portugal
Trata-se de uma espécie presente no território português, nomeadamente em Portugal Continental.
Em termos de naturalidade é nativa da região atrás indicada.

## Protecção
Não se encontra protegida por legislação portuguesa ou da Comunidade Europeia.